# Спиешти (Њамц)
Спиешти (рум. Spiești) насеље је у Румунији у округу Њамц у општини Пастравени. Oпштина се налази на надморској висини од 254 m.

## Становништво
Према подацима из 2002. године у насељу је живело 4 становника.